# Soera De Vijgenboom
Soera De Vijgenboom is een soera van de Koran.
De soera is vernoemd naar de vijgenboom, en de olijfboom wordt ook genoemd, waarbij gezworen wordt in de eerste aya. Verder geeft de soera in vragende vorm dat God de wijste is van allen die oordelen vellen.

## Bijzonderheden
De genoemde berg in aya 2 is de Sinaï, waar God tot Musa sprak.